# Raimond-Bérenger III de Provence
Pour les articles homonymes, voir Raimond et Bérenger.
Pierre de Barcelone, né en 1158, mort le 5 avril 1181, fut comte de Cerdagne et de Conflent de 1162 à 1168 (sous le nom de Pierre de Cerdagne), puis comte de Provence de 1173 à 1181 (sous le nom de Raimond-Bérenger IV (ou III) de Provence). Il était le fils de Raimond-Bérenger IV, comte de Barcelone et comte associé (régent) de Provence sous le nom de Raimond-Bérenger II, et de Pétronille Ramirez, reine d'Aragon.

## Biographie
Lors de la minorité d'un précédent comte, la régence fut exercée par Raimond-Bérenger IV de Barcelone, qui est le plus souvent comptabilisé parmi les comtes de Provence comme Raimond-Bérenger II de 1144 à  1161, avant de passer la main à son neveu Raimond-Bérenger III (1161-1166). Il s'ensuit que son fils puîné est le plus souvent numéroté Raimond-Bérenger IV de Provence. 
Il reçut à la mort de son père la Cerdagne et le Roussillon, mais quand son frère aîné Alphonse Ier de Barcelone récupéra le comté de Provence en le lui promettant, il céda ces comtés en 1168 à son frère cadet Sanche. Il semble n'avoir jamais gouverné ces deux comtés. Alphonse ne lui donna la Provence qu'en 1173.
En 1176, il tenta de conquérir Nice et Gênes avec son frère Sanche. Il entra ensuite en guerre contre les seigneurs du Languedoc et Raymond V, comte de Toulouse. Il fut assassiné près de Montpellier par des hommes de main d'Adhémar de Murviel.
Il est inhumé dans la cathédrale de Maguelone.